# 田代滝
田代滝（たしろだき）は、千葉県夷隅郡大多喜町にある滝。滝は夷隅川の支流にあたる西畑川の中流にある。高低差は9.5メートル。幅15メートル。西畑川沿岸は水田化された河岸段丘が発達しているが、川は深い渓谷をなし、田代滝直下の滝壺付近は両岸に高く崖がそびえ、樹林に囲まれており、昼も暗い。豊水時には西畑川の全水量が一気に落下し壮観で夷隅水系随一の滝といえる。
この滝は完新世の西畑川の下刻に伴い、川がそれまでの氾濫平野を下刻、河床の地層を削り込み、貫入曲流を行った際に、流曲の発達によって曲流短絡が生じ、滝が形成されたことに始まる。周辺には曲流の短絡により、水が流れなくなって放棄された曲流河道遺跡が残されており、最初の滝は落差が7メートル程度であったことがわかっている。その後、滝の後退が進み、現在の滝は最初の地点より70メートル上流に後退し、落差も9.5メートルと高くなっている。
田代滝には滝壺には大蛇が住み着いていたという伝説がある。大蛇は里を追われて、隣の平沢川の内梨滝に移ったが、土地の勇士関平左衛門に退治されたといわれ、田代滝に近い三条地区の旧家に、この大蛇の頭だと伝えられる骨が残されている。